# 소련–아프가니스탄 전쟁
소련–아프가니스탄 전쟁(영어: Soviet–Afghanistan War)은 1979년 12월부터 1989년 2월까지 9년 이상 지속된 전쟁이다. "무자히딘"이라 불리는 반군세력이 서방 국가들과 이슬람 국가들의 지원을 받으며 소련의 괴뢰정권인 아프가니스탄 민주공화국군과 소련군의 연합군에 맞서 싸웠다. 9년 이상 지속된 전쟁 동안 최소 85만 명에서 최대 150만 명에 달하는 민간인들이 목숨을 잃었고, 수백만 명이 파키스탄과 이란으로 피난해 난민이 되었다.
1978년 4월 누르 모하마드 타라키가 쿠데타를 일으켜 아프가니스탄 친소정권을 세우고 여러 급진적인 근대화 개혁을 시도했다. 이에 저항하는 전통 무슬림들의 반동을 정부는 무자비하게 탄압하여 소련이 침공하기 이전에 이미 정치범 수천 명이 체포되고 2만 7천여 명이 처형당했다. 1979년 4월, 아프가니스탄 대부분 지역에서 반란이 일어나기 시작했으며 친소정권은 일부 도시지역을 제외한 모든 영토에 대한 통치력을 상실했다. 아프가니스탄 정부의 요청을 받은 레오니트 브레즈네프 치하의 소련 정부는 처음에는 군사고문 정도만 파병하려 했으나, 1979년 12월 24일 제40군을 배치하면서 전면 침공에 들어갔다. 수도 카불에 도착한 소련군은 폭풍333호 작전으로 대통령 하피줄라 아민을 죽이고 바브라크 카르말을 후임 대통령으로 세웠다.
1980년 1월, 이슬람 협력 기구 가맹 34개국의 외무부처들이 아프가니스탄의 소련군의 즉각적인 철수를 요구하는 결의안을 채택했고, UN 총회는 소련의 아프가니스탄 개입에 반대하는 결의안을 104대 18의 표결로 통과시켰다. 아프가니스탄의 반군은 인접한 파키스탄과 중화인민공화국을 통해 막대한 양의 물자와 군사훈련을 받기 시작했고, 미국과 페르시아만의 아랍 군주국들이 자금을 지원했다.
무자히딘들은 소규모 세포단위의 유격전을 펼쳤고, 소련군은 도시지역과 주요 도로들만 장악했을 뿐 아프가니스탄 영토의 80%를 차지하는 향촌지역은 소련군의 통제에서 벗어나 있었다. 소련은 대규모 공습을 감행하고 반군들의 피난처가 될 수 있는 시골 마을들을 밀어버리며 관개시설을 파괴하고 수백만 개의 지뢰를 매설하는 등 가혹행위를 자행했고 그 결과 반군과 민간인을 막론하고 수많은 아프가니스탄인들이 사살당했다.
1980년대 중반이 되면 아프가니스탄에 파견된 소련군은 108,800명으로 늘어났으며 영토 전역에서 싸움이 벌어졌으나 소련이 부담해야 할 군사적 외교적 비용은 너무나 컸다. 1987년 소련의 새 서기장으로 집권한 미하일 고르바초프는 아프가니스탄에서의 철수를 시작할 것이라고 발표했다. 아프가니스탄의 마지막 소련군은 1988년 5월 15일 철수를 시작하여 1989년 2월 15일 전원이 아프가니스탄 영토를 빠져나갔다.
이 전쟁은 대개 냉전의 일부분으로 취급되며, 장기간 지속된 비대칭 전쟁이고 침공한 강대국이 결국 패퇴했다는 점에서 서방세계에서는 “소련판 베트남 전쟁” 또는 “곰 덫”이라고 부르기도 한다. 곰을 잡은 덫이라는 별명대로 소련–아프가니스탄 전쟁은 소련의 붕괴에도 크게 기여한 변수였던 것으로 생각된다.

## 배경
1973년 쿠데타로 왕정(王政)을 타도하고 공화국을 수립한 이래 아프가니스탄은 쿠데타의 연속으로 정권이 교체되는 가운데 친소좌익(親蘇左翼)이 부상하고 있었다. 1978년 4월 쿠데타로 공산주의 정권이 수립되자, 1979년 초부터 이란의 '이슬람 혁명'에 영향을 받은 저항 세력을 중심으로 '무신(無神)의 공산주의'에 반대하여 정권 타도를 위한 무장 항쟁이 시작되었다.
종족별로 정권에 대한 '지하드(聖戰)' 선포로 시작된 반정부 투쟁은 모든 이슬람 종파가 가담하는 내전 상태로 확대되었고, 궁지에 몰리기 시작한 좌익정권에서는 내부적 권력 투쟁이 발생, 강경 세력이 부각되기 시작했다. 이러한 과정에서 공산정권은 권력 유지를 위해 소련의 지원을 요청했고, 이슬람 저항 세력을 진압하기 위한 소련의 군사고문단이 대거 투입되었다.

## 전개
1979년 12월 27일 소련군은 공육(空陸) 양면으로 5개 사단을 동원, 아프가니스탄에 침공하여 당시 아민 정부군을 제압하고 아민 정권의 체코슬로바키아 주재 대사였던 바브라크 카르말로 하여금 친소 정부를 수립하게 함으로써 아프가니스탄을 소련의 위성국으로 만들었다.
소련은 이슬람권과 미국 등 서방 세계의 강력한 비판에 대해 소련군의 군사 행동은 침공이 아니라 소·아프간 우호선린협력조약에 근거하여 아프가니스탄 민주공화국 정부의 반정부 세력 진압을 위한 원조 요청에 의한 군사 개입 원조라고 주장하였다.
국제적으로는 미국을 중심으로 서방 세계의 대소 곡물 수출 금지 및 고도 기술 수출 정지, 인접국 파키스탄에 대한 군사·경제 원조 재개, 모스크바 하계 올림픽 보이콧, 미·소 전략무기 제한협정(SALT Ⅱ)의 미국 의회 비준 연기 등 대소 보복 조치가 취해졌으며, 유엔에서의 각종 대소·대아프간 결의안 채택이 계속되어 냉전 이래 미국과 소련의 관계는 최악의 상태로 악화되었다.
아프가니스탄 내부적으로는 반정부 투쟁을 주도하고 있던 이슬람 저항 세력 6개파는 비록 통합되지 못하고 각자 독립적으로 활동, 부족한 점은 있었으나, 소련의 침공으로 인하여 일반 국민의 공감과 내심적 동조를 획득함으로써 그 명분을 강화하고 소련군과 괴뢰 정권에 대한 항전을 확대하게 되었다.
소련의 침공 이후 수도 카불에서는 상점 철시·학생 시위 형태로 국민적 항전이 거세지고, 이슬람 저항 세력 6개파는 1980년 1월 아프가니스탄 해방 이슬람 연맹을 결성, 이슬람 형제국의 자금 지원 아래(미국으로부터 군사지원을 받고 있다는 보도도 나왔으나 확인은 안됨) 전국에서 소련군과 친소정부군에 대한 조직적인 무장항전을 전개하였다. 여기에 아민 정권 당시의 정부군 중 상당수가 이슬람 저항 세력에 합세함으로써 '이슬람 연맹'의 전투력 강화에 기여했으며, 수많은 국민들이 인접 파키스탄과 이란으로 탈출, 난민화하였고 이들 국가들은 피난민 처리에 고심하는 사태가 발생하였다.
흡사 베트남 전쟁에서 베트남의 민족주의를 과소 평가한 미국의 경우처럼, 소련은 침공 당시 아프가니스탄의 이슬람 원리주의를 과소 평가한 잘못으로 무자헤딘의 저항이 계속되자 난처한 입장에 놓였다. 소련은 그에 따른 서방 측의 보복 조치와 국제적 비판을 당할 수밖에 없었으며, 아프가니스탄은 양측의 공방전으로 초토화되었다.

## 종결

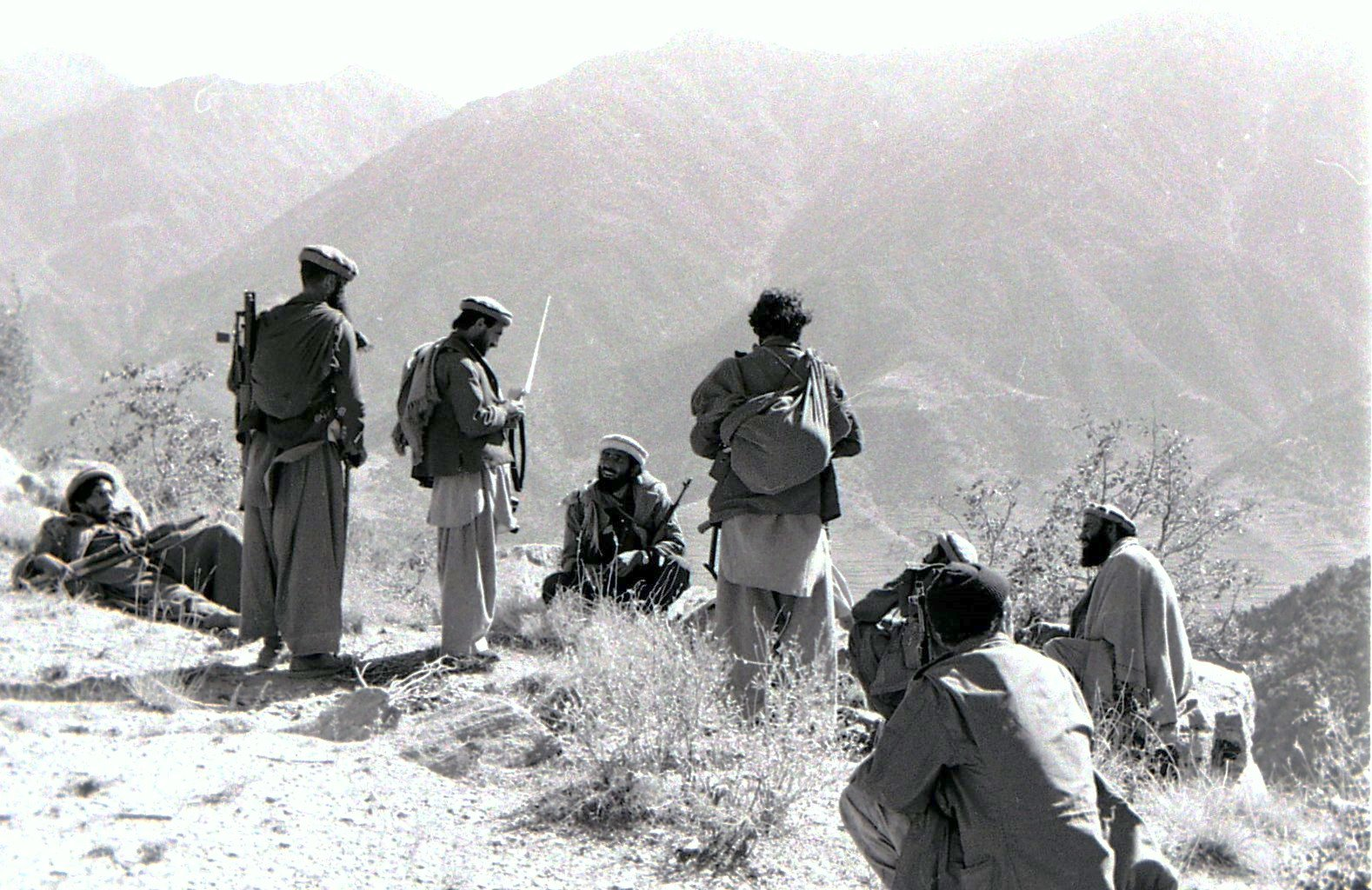
박격포를 방렬 중인 아프간 전사들 (1987년)

1985년 미하일 고르바초프의 소련 공산당 서기장 취임은 아프간 전쟁에 중대한 전환점이 되었다. 고르바초프는 대대적인 대서방 외교를 추진, 아프간에서의 부분적 철군 의사를 언급하는 등 대서방 협상을 제의했다.
카불 정권 내부에서도 권력 투쟁이 일어나 카르말이 실각하고 비밀경찰 총책 모하마드 나지불라가 전권을 장악, 이슬람 측을 포함한 범국민적 민족통일 정부 구성을 제의하는 동시에 일방적인 휴전을 선언하였다. 그러나 이는 가열되고 있는 무자헤딘(이슬람 저항세력)의 공격을 약화시키려는 미봉책에 불과, 무자헤딘은 이를 거부함과 동시에 소련군의 무조건적인 즉시 완전 철수를 요구하였다.
1988년 2월 스위스 제네바에서 유엔의 중재로 아프가니스탄·파키스탄 사이의 간접평화회담이 개최되었고, 고르바초프 서기장은 이 회담에서 양측이 합의에 이르면 소련군을 철수시킬 것을 약속, 4월 아프가니스탄 평화협정이 조인되었다. 동년 5월 소련군의 철수가 시작되어 1989년 2월 15일 침공 10년 만에 소련군은 아프간에서 완전 철수했다.

## 영향
이로써 아프가니스탄은 카불의 나지불라 정권과 무자헤딘 사이의 내전으로 환원되었으며 무자헤딘 제파는 슈라(이슬람 평의회)를 구성하고 조직을 정비하는 등 대대적인 카불 정권에 대한 공세를 취했다.
그러나 무자헤딘 역시 시아파와 수니파, 온건파와 강경파 사이에 정통성과 주도권 분쟁이 일어 투쟁 과정에서는 물론 카불 정권 타도 후에도 난항이 계속되었다.
소련은 아프가니스탄에서의 끝나지 않는 소모전에 끊임없이 돈을 퍼부어야 했고, 소련 정부의 골칫거리가 된다. 참고로 CIA의 추정치에 따르면, 한 해 군사비 지출의 약 2.5% 정도가 이 전쟁에 소모되었다고 한다.

## 참고 자료
- 이 문서에는 다음커뮤니케이션(현 카카오)에서 GFDL 또는 CC-SA 라이선스로 배포한 글로벌 세계대백과사전의 내용을 기초로 작성된 글이 포함되어 있습니다.